# Chinchey
Le Chinchey (en quechua Rurichinchay, littéralement « puma oculte ») est une montagne de la cordillère Blanche, dans la région d'Ancash, au Pérou. Elle possède cinq pics, dont le plus élevé — également appelé Chinchey — culmine à 6 309 mètres, faisant d'elle la sixième montagne la plus élevée de la cordillère Blanche et la neuvième du Pérou. La première ascension du Chinchey est réalisée le 2 août 1939 par les alpinistes allemands Walter Brecht et Hans Schweizer.

## Toponymie
Le nom d'origine de cette montagne provient des termes quechuas Ruri (« caché » ou « occulte ») et Chinchay (« oncille » ou « puma »),. Ce nom lui aurait été attribué en raison de sa situation cachée et apparemment inaccessible.

## Géographie
Le Chinchey marque la limite des provinces de Huaraz, Huari et de Carhuaz, dans la région d'Ancash. Le pic principal est, lui, situé à la frontière entre les provinces d'Huari et d'Huaraz. Il appartient à la cordillère Blanche, une chaîne de montagne appartenant à la cordillère Occidentale. Le Chinchey est situé à l'intérieur du parc national de Huascarán. Il possède cinq pics : le Chinchey (6 309 m), le Pamparaju (5 986 m), le Puntacuerno (5 959 m)[réf. nécessaire], l'Ayukaraju (5 647 m) et l'Utsaraju (5 500 m).

## Ascensions notables
Les premiers à atteindre le sommet du pic Chinchey sont les alpinistes allemands Walter Brecht et Hans Schweizer le 2 août 1939 par l'arête nord. L'ascension est réalisée dans le cadre d'une campagne d'exploration de la cordillère Blanche conduite par Hans Kinzl et soutenue par le Club alpin allemand.

L'expédition basco-navarraise fit flotter ce drapeau sur l'un des sommets du Chinchey.

En 1967, lorsque les membres d'une expédition basco-navarraise arrivent dans la région, des trois pics de l'arête nord, seul un avait reçu un nom : le Pamparaju. Entre le mois de juin et de juillet de cette année-là, les membres de l'expédition gravissent les trois pics et baptisent les deux restant : Ayukaraju (5 647 m) et Utsaraju (5 500 m). Sur une photographie publiée dans le journal péruvien El Comercio, les alpinistes célèbrent leur ascension en brandissant le drapeau séparatiste ikurriña. À leur retour en Espagne, ce fait vaut aux alpinistes d'être arrêtés et emprisonnés, sur ordre de Francisco Franco ; ils seront par la suite exclus de toutes les associations d'alpinisme espagnoles.
En 1982, pendant une expédition au Nevado Purísima, une série de photographies montrant le sommet du Chinchey est réalisée. Il s'agit des premières représentations connues du Puntacuerno, le cinquième et dernier pic du Chinchey (alors encore invaincu). Pour réaliser l'ascension du dernier sommet de 6 000 mètres inviolé, les alpinistes péruviens Américo Tordoya et Augusto Ortega empruntent la face est depuis le lac Chalhuacocha et atteignent le sommet le 21 août 1983.

### Sources et bibliographie
- (es) Teófilo Laime Ajacopa, Diccionario Bilingüe Iskay simipi yuyayk'ancha (dictionnaire espagnol-quechua), La Paz, 2007
- (es) Diccionario Quechua - Español : Quechua, Academía Mayor de la Lengua Quechua, Gobierno Regional del Cusco, 2005
- (en) Jill Neate, « Perù », Mountaineering in the Andes, Expedition Advisory Center,‎ 1994 (lire en ligne)
- (es) Sernanp, Plan maestro del Parque Nacional Huascarán 2010-2015, 2010 (lire en ligne)
- (es) Tomé, Escaladas en los Andes : guía de la Cordillera Blanca, Ediciones Desnivel, 1999 (lire en ligne)
- (es) John Biggar, Los Andes : Una guía para montañistas, 2007, 304 p. (ISBN 978-0-9536087-3-7, lire en ligne)
- (es) Inventario de glaciares de la Cordillera Blanca, 2010 (lire en ligne)